# 安致焕
安致焕（1965年11月16日—）是一位韩国386世代男歌手、词曲作者和制作人以及노래를 찾는 사람들的前成员。 

## 生平
安致焕出生于華城市，毕业于延世大學。 
安致焕于1988年加入노래를 찾는 사람들，并于次年與樂隊一起发行了录音室专辑Song Finders 2 。他當時录制了两首歌曲——“광야에서”和“마른잎 다시 살아나”，不久之後安致焕离开了乐队。 